# Ferré 64
Albums de Léo Ferré
Flash ! Alhambra - A.B.C.
(1963) Verlaine et Rimbaud
(1964)
Ferré 64 est un album de Léo Ferré, paru en 1964.

## Titres
Textes et musiques : Léo Ferré. 
| 1. | C'est le printemps | 2:44 |
| 2. | La Gauloise        | 3:13 |
| 3. | Le Marché du poète | 3:30 |
| 4. | Mon piano          | 1:13 |
| 5. | Les Retraités      | 4:44 |
| 6. | Franco la muerte   | 4:24 |

| 7.  | Titi de Paris          | 2:37 |
| 8.  | La Mélancolie          | 4:38 |
| 9.  | Épique époque          | 2:39 |
| 10. | Tu sors souvent la mer | 3:56 |
| 11. | Sans façon             | 3:43 |
| 12. | Quand j'étais môme     | 4:18 |

## Production
- Arrangements et direction musicale : Jean-Michel Defaye
- Prise de son : Gerhard Lehner
- Supervisation : Jean Fernandez
- Crédits visuels : Hubert Grooteclaes
- Texte du livret original : Maurice Frot

## Historique des éditions
Cet album a été réédité dans la série « Vedettes » en 1966, sans changement de pochette (le titre par contre est remplacé par le nom complet de l'artiste, sans mention d'année). L'album est ensuite réédité sous un nouveau titre (Franco la Muerte) et un nouvel habillage signé Alain Marouani, en tant que sixième volume d'un coffret Barclay paru en 1980. Puis son contenu est mélangé à celui des albums La Langue française et Léo Ferré 1916-19... pour former le volume IV du premier coffret Barclay sur support CD en 1989 (voir Discographie de Léo Ferré).
L'album est rétabli dans son intégrité lors de l'édition CD de 2003. Celle-ci adjoint à l'album le super 45 tours Ni Dieu ni maître, ainsi qu'un titre extrait de la compilation Léo Ferré chante en multiphonie-stéréo, tous deux parus en 1965. L'édition de 2013 ne reprend pas ces titres, qui sont accolés à la réédition de l'album Léo Ferré 1916-19.... L'édition de 2020 dans le coffret L'Âge d'or : intégrale 1960-1967 réintègre le EP à la suite de Ferré 64, ainsi que trois titres avec variantes de texte, issus de Léo Ferré chante en multiphonie-stéréo (Les Temps difficiles, Plus jamais, Les Tziganes).